# Блощицин (Калачіївський район)
Блощицин (рос. Блощицын) — хутір Калачиївського району Воронізької області. Входить до складу Манінського сільського поселення.
Населення становить 14 осіб за переписом 2010 року (8 чоловічої статі та 6 — жіночої), 41 особа 2005 року.

## Історія
За даними 1900 року на хуторі Подгоренської волості Богучарського повіту Воронізької губернії мешкало 216 осіб (113 чоловічої статі та 103 — жіночої) переважно українського населення, налічувалось 32 дворових господарств, існували православна церква, молитовний будинок, школа грамоти, дріб'язкова й винна лавки, відбувався щорічний ярмарок.